# Einar Landvik
Einar Aslaksen Landvik, né le 25 mars 1898 à Kviteseid et mort le 27 novembre 1993 à Tinn, est un sauteur à ski, fondeur et coureur norvégien du combiné nordique. Il a remporté la médaille Holmenkollen en 1925.

## Biographie
Il vient de Rjukan, où il est membre du club de ski. À 18 ans, il fait ses débuts au Festival de ski de Holmenkollen, terminant troisième de la catégorie junior. Il se classe troisième du combiné chez les séniors en 1920 et 1925. En 1925, il reçoit donc la Médaille Holmenkollen.
Il est deux fois cinquième aux Jeux olympiques d'hiver de 1924 en saut a ski et ski de fond.
Aux Championnats du monde 1926, lors de sa dernière saison dans le sport, il gagne la médaille de bronze en combiné nordique.
Il a un style de saut particulier, ses skis pointant vers le bas.

## Palmarès

### Jeux olympiques
| Épreuve / Édition | Chamonix 1924 |
| Ski de fond 18 km | 5e            |
| Saut à ski        | 5e            |

### Championnats du monde
| Épreuve / Édition | Lahti 1926 |
| Combiné nordique  | Bronze     |

### Championnat de Norvège de combiné nordique
Lors du championnat 1922 à Gjøvik, il termine 2e derrière Thorleif Haug.

### Festival de ski d'Holmenkollen
- Il a terminé deux fois troisième dans cette compétition en combiné nordique (no) en 1920 et 1925.